# افشار تيموسين
أفشار تيموتشين (ولد في عام 1939 في اخيسار، مانيسا)، فيلسوف وكاتب وشاعر ومترجم تركي من أصل اذاري.

## سيرته
ولد افشار تيموشين في عام 1939م في مدينة مانيسا مقاطعة اخيسار. تمتد اصوله لمدينتاي باكو وباطوم، فهو من اصل اذاري من ناحية والده ومن اصل جورجي من ناحية والدته. بدأ تعليمه العالي في جامعة إسطنبول كلية الأداب قسم اللغة الفرنسية وادابها. وفي عام 1967 ذهب لكندا ليكمل تعليمه هناك. اتم دراسة ليسانس الفلسفة في جامعة مونتريال عام 1967، واتم دراسة الدكتوراة في جامعة إسطنبول عام 1970. و قام بتدريس الفرنسية بين عامي 1968-1970. أعطى دروس في جامعة معمار سينان في الفلسفة، علم الجمال، الفلكلور، تاريخ الفن و الأدب الشعبي. صار محاضر في عام 1981 وأستاذ في 1982. عمل رئيس قسم الفلسفة في جامعة كوكالي لفترة، ثم تقاعد في عام 2006.
تولى إدارة (جريدة الفلسفة) التي جهزها مع تونجار توغجو وصدر أول اعدادها في شهر اوكتوبر من العام 1972.